# 旗帜周刊
《旗帜周刊》，又译作《标准周刊》、《每周标准》，是美国曾经的一本具有重要影响力的保守派政治和文化杂志，集新闻、分析和评论于一体，停刊前每年出版48期。该杂志最初由创始人比尔·克里斯托和弗雷德·巴恩斯（Fred Barnes）编辑，以强烈的亲以色列和支持美伊战争的立场而闻名，被誉为“新保守主义的堡垒”（"redoubt of neoconservatism"）和“新保守主义的圣经”（ "the neocon bible"）。
该杂志的创始出版商新闻集团（News Corporation）于1995年9月18日首发该刊。2009年，新闻集团将该杂志出售给安舒茨公司（Anschutz Corporation）的子公司。2018年12月14日，其所有者宣布该杂志停刊，最后一期于12月17日出版。